# Clube Recreativo e Desportivo do Libolo
El Clube Recreativo e Desportivo do Libolo es un club de fútbol de Angola que milita en la Girabola, categoría mayor de fútbol en el país. El club fue fundado en 15 de agosto de 1942 en la Provincia de Cuanza Sur y cuenta también con un equipo de baloncesto con el mismo nombre.

## Palmarés
- Primera División de Angola: 4

2011, 2012, 2014, 2015
- Copa de Angola: 1

2016
- Supercopa de Angola: 2

2015, 2016

## Participación en competiciones de la CAF
| Temporada | Torneo                       | Ronda          | Club                 | Casa | Visita | Global     |
| --------- | ---------------------------- | -------------- | -------------------- | ---- | ------ | ---------- |
| 2009      | Copa Confederación de la CAF | 1              | SOA                  | 5-3  | 1-0    | 6-3        |
| 2009      | Copa Confederación de la CAF | 2              | ES Sétif             | 5-1  | 0-4    | 5-5 (a)    |
| 2010      | Liga de Campeones de la CAF  | Preliminar     | APR FC               | 0-1  | 2-2    | 2-3        |
| 2012      | Liga de Campeones de la CAF  | Preliminar     | Orlando Pirates FC   | 1-1  | 3-1    | 2-4        |
| 2012      | Liga de Campeones de la CAF  | 1              | Sunshine Stars       | 4-1  | 0-3    | 4-4 (a)    |
| 2013      | Liga de Campeones de la CAF  | Preliminar     | Simba SC             | 4-0  | 1-0    | 5-0        |
| 2013      | Liga de Campeones de la CAF  | 1              | Al-Merrikh SC        | 2-1  | 2-1    | 4-2        |
| 2013      | Liga de Campeones de la CAF  | 2              | Enugu Rangers        | 3-1  | 0-0    | 3-1        |
| 2013      | Liga de Campeones de la CAF  | Fase de grupos | ES Tunis             | 1-0  | 2-3    | 3.er lugar |
| 2013      | Liga de Campeones de la CAF  | Fase de grupos | Cotonsport Garoua    | 1-1  | 1-2    | 3.er lugar |
| 2013      | Liga de Campeones de la CAF  | Fase de grupos | Séwé Sports          | 2-2  | 1-3    | 3.er lugar |
| 2015      | Liga de Campeones de la CAF  | Preliminar     | Sanga Balende        | 3-1  | 0-2    | 3-3 (a)    |
| 2016      | Liga de Campeones de la CAF  | Preliminar     | Racing de Micomeseng | 5-1  | 4-0    | 9-1        |
| 2016      | Liga de Campeones de la CAF  | 1              | Al-Ahly SC           | 0-0  | 0-2    | 0-2        |
| 2017      | Copa Confederación de la CAF | 1              | Ngezi Platinum FC    | 2-1  | 0-0    | 2-1        |
| 2017      | Copa Confederación de la CAF | Playoff        | CNaPS Sport          | 0-0  | 1-1    | 1-1 (a)    |
| 2017      | Copa Confederación de la CAF | Fase de grupos | ZESCO United         | 3-0  | 0-1    | 3.er lugar |
| 2017      | Copa Confederación de la CAF | Fase de grupos | Al-Hilal Al-Ubayyid  | 1-0  | 0-2    | 3.er lugar |
| 2017      | Copa Confederación de la CAF | Fase de grupos | Smouha SC            | 0-0  | 0-2    | 3.er lugar |

## Jugadores

#### Altas y bajas 2018-19 (verano)
| Altas   | Altas    | Altas       | Altas | Altas |
| Jugador | Posición | Procedencia | Tipo  | Costo |
| ------- | -------- | ----------- | ----- | ----- |

| Bajas   | Bajas     | Bajas        | Bajas                  | Bajas |
| Jugador | Posición  | Procedencia  | Tipo                   | Costo |
| ------- | --------- | ------------ | ---------------------- | ----- |
| Magrão  | Delantero | Agente libre | Rescisión de contrato. | --    |

## Jugadores destacados
- Rasca[52]
- Figueiredo[53]
- Aguinaldo[54][55]
- Ricardo Batista

## Entrenadores
- Rogério Pinto (2006)[56][57]
- Luís Mariano (2007-2009)[58][59][60]
- Mariano Barreto (2009-~2010)[61][62]
- Zeca Amaral (2011-2012)[63][64][65]
- José Dinis (noviembre de 2012-febrero de 2013)[66][67]
- Henrique Calisto (febrero de 2013-mayo de 2013)[67][68]
- Fernando Vieira (interino-mayo de 2013)[69]
- Miller Gomes (junio de 2013-2014)[70][71]
- Sébastien Desabre (2015)[71]
- João Paulo Costa (2015-2017)[71][72]
- Vaz Pinto (2017)[72][73]
- Pedro Caravela (2017)[73][74]
- Kito Ribeiro (enero de 2018-julio de 2018)[74][75]
- André Makanga (interino-agosto de 2018)[76]
- Boris (agosto de 2018-enero de 2019)[76][77]
- Mário Olegário (enero de 2019-act.)[5]